# Nevada State Route 265
Die Nevada State Route 265 (kurz NV 265), auch Silver Peak Road, ist eine State Route im US-Bundesstaat Nevada, die in Nord-Süd-Richtung verläuft.
Die State Route beginnt am 2721 Meter hohen Silver Peak in der gleichnamigen Ortschaft und endet nach 33 Kilometern an den U.S. Highways 6 und 95 an der Blair Junction. Nördlich von Silver Peak passiert sie die Geisterstadt Blair.
Bis 1978 trug die Straße die Nummer 47.